# Jakub Stepun
Jakub Stepun (Poznań, 30 de agosto de 2001) es un deportista polaco que compite en piragüismo en la modalidad de aguas tranquilas.
Ganó una medalla de plata en el Campeonato Mundial de Piragüismo de 2024 y cinco medallas en el Campeonato Europeo de Piragüismo entre los años 2022 y 2025.

## Palmarés internacional
| Campeonato Mundial | Campeonato Mundial       | Campeonato Mundial | Campeonato Mundial |
| Año                | Lugar                    | Medalla            | Competición        |
| ------------------ | ------------------------ | ------------------ | ------------------ |
| 2024               | Samarcanda (Uzbekistán)  | Medalla de plata   | K1 200 m           |
| Campeonato Europeo |                          |                    |                    |
| Año                | Lugar                    | Medalla            | Competición        |
| 2022               | Múnich (Alemania)        | Medalla de plata   | K2 200 m           |
| 2024               | Szeged (Hungría)         | Medalla de plata   | K1 200 m           |
| 2024               | Szeged (Hungría)         | Medalla de plata   | K2 200 m           |
| 2024               | Szeged (Hungría)         | Medalla de plata   | K4 500 m           |
| 2025               | Račice (República Checa) | Medalla de bronce  | K4 500 m           |